# Damir Čičić

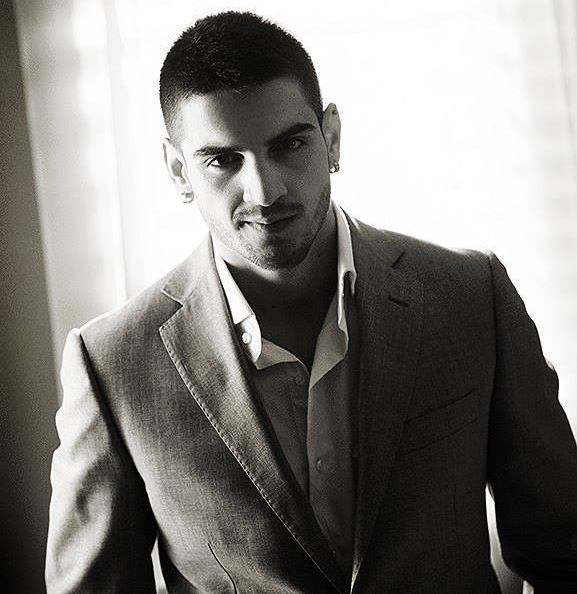
Damir Čičić

Damir Čičić, genannt Čile (kyrillisch Дамир Чичић; * 6. Juli 1994 in Prijepolje, Jugoslawien, heutiges Serbien) ist ein serbischer Popsänger, Songwriter, Multiinstrumentalist und Musikproduzent.

## Leben und Karriere
Damir Čičić absolvierte die Musikschule Artimedia und die Akademie für Musikproduktion an der Akademie der Künste in Belgrad.
Sein erster öffentlicher Auftritt war im Jahre 2008 beim Bum Fest mit dem Song Čija si, welcher ihm den zweiten Platz sicherte. Sein zweiter Auftritt war bei dem Musikfestival Sunčane Skale mit dem Song Boje Ljubavi, mit welchem er den 6. Platz belegte. Durch mehrere Auftritte in zahlreichen beliebten Clubs wurde Čičić immer populärer.
Seit seinem ersten öffentlichen Auftritt veröffentlichte er einige Singles.

## Diskografie
- Boje Ljubavi (Single)
- Progresne su oci (Single)
- Ljubavi nema (Single)
- Naivna (Single)